# Gertrud Koch (Filmwissenschaftlerin)
Gertrud Koch (* 20. März 1949 in Garmisch-Partenkirchen) ist eine deutsche Filmwissenschaftlerin und Professorin für Filmwissenschaften an der FU Berlin.
Sie studierte Soziologie, Philosophie, Germanistik und Erziehungswissenschaften in Frankfurt am Main. In Frankfurt machte sich Koch einen Namen als Filmkritikerin und veröffentlichte u. a. in der Frankfurter Rundschau.
Von 1991 bis 1998 lehrte sie an der Universität Bochum, bis sie die Nachfolge der Professur von Karsten Witte an der Freien Universität Berlin annahm.
Sie ist eine wichtige Vertreterin des deutschen Feminismus und eine bedeutende Filmwissenschaftlerin in Deutschland. Außerdem ist sie Mitherausgeberin von Frauen und Film und im Beirat der Onlinefilmzeitschrift nachdemfilm.

## Auszeichnungen
- 2019: Ehrenpreis der deutschen Filmkritik[2]

## Schriften
- mit Hauke Brunkhorst: Herbert Marcuse zur Einführung. Hamburg 1987.
- „Was ich erbeute, sind Bilder“. Zur filmischen Repräsentation der Geschlechterdifferenz. Frankfurt am Main 1988.
- Die Einstellung ist die Einstellung. Zur visuellen Konstruktion des Judentums. Frankfurt am Main 1992.
- Siegfried Kracauer zur Einführung. Hamburg 1996.
- Einfühlung. Zu Geschichte und Gegenwart eines ästhetischen Konzepts. München 2008 (Gemeinsam mit Robin Curtis).
- Breaking Bad. Zürich 2015.
- Die Wiederkehr der Illusion: Der Film und die Kunst der Gegenwart. Frankfurt am Main 2016.